# 中國霧霾事件
中國霧霾事件，又稱中國霾害，是指近代中國快速發展所造成的空氣污染事件。

## 簡介

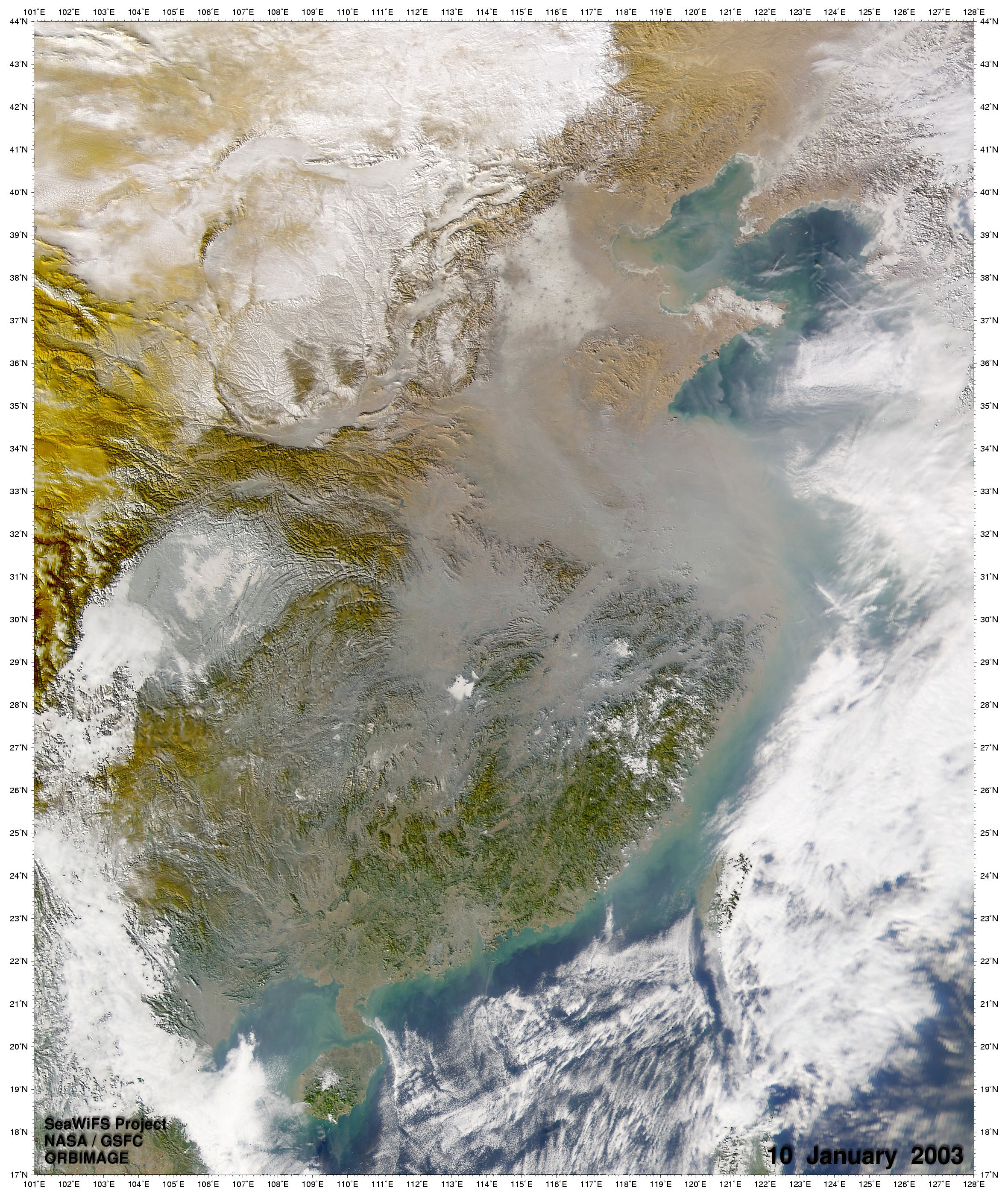
2003年拍攝遮盖中国的霧霾

中國大陸自1970年代末期，逐步改革開放、發展經濟。隨著工業活動迅速增多、人們生活逐步現代化，相應的環境保護意識及法規卻非常薄弱，導致污染現象漸趨嚴重。其中，空氣污染是影響面最廣，個人或地區卻無能為力、只能接受的污染形式。
在整個華東地區，因冬季取暖而燃燒的煤炭和木材越來越多，經常引起覆蓋廣泛的霧霾。此現象尤以華北及華東地區為顯著。一是因為地形，華北／華東地區地勢較低，西面又環繞了山地，從而污染的疏散受到牽制。同時，這一區域人口集中，綠色植被較少，又是開發程度較高的工業地區，污染物被大量產生，卻得不到及時的自然清除。

## 不利影響

### 公眾健康
- 呼吸系統的慢性疾病
- 視力影響

### 個人採取措施
- 中午污染物浓度低时开窗15至20分钟进行换气 [1]

### 氣候與環境
- 澇旱災害：氣候學研究發現，氣溶膠污染中含有大量炭黑顆粒，這導致中國降水與氣溫的變化，同時也是該地區近幾十年洪水與乾旱趨向增多的因素之一。[來源請求]
- 酸雨
- 生態失衡
- 對動植物的毒害

## 反應

### 中國大陸
- 2016年兩會期間，國務院總理李克強向全國人大提交政府工作報告時表示將重拳治理大氣霧霾和水污染。
- 2017年1月，環境保護部在北京召開全國環境保護工作會議，國務院總理李克強對環境保護工作作出批示：「要著力推動大氣、水、土壤環境不斷改善，尤其是對社會反映強烈的長時間、大範圍霧霾問題，要科學深入開展成因、成份等分析，借鑒各方經驗，採取更有力度和針對性的措施，力爭取得更明顯的治理成效」。[2]
- APP「在意空氣」遭警告禁止使用高於空氣質量指數（AQI）超過500的實際數據，並要求他們「不能再顯示超過官方資料的數字」。[3]

- 2017年1月，中國國務院參事劉燕華於亞洲金融論壇公開表示，「霧霾天氣已經不能用簡單的自然災害來解釋清楚了，它是經濟發展模式造成的結果，處理不好則會導致社會問題。」，也代表中國官方首度公開承認，霧霾並非自然災害，而是人禍，處理不好會導致社會問題。[4]
- 2017年1月，有消息称因中國氣象局發布給各氣象機構的公告信，要求停止霧霾預報工作。当时部分民間網友調侃在描述霧霾時都改為「不可描述的天氣現象」[5][6]。隨後同年5月，中国气象局已恢復预报雾霾[7]。

### 國際
2018年11月底韩国將PM10和PM2.5定為嚴重級别。

## 重大霧霾事件
- 2013年中國東北霧霾事件
  - 穹頂之下 (紀錄片)
- 2013年中國中東部嚴重霧霾事件
- 2015年至2016年冬中國北京霧霾事件

## 擴展閱讀
1. 維基新聞：成都政府招数频出严防雾霾天抗议
2. 維基新聞：跨年雾霾 京津冀及周边橙红色预警
3. 中华人民共和国大气污染防治法 (1987年)
4. 中华人民共和国大气污染防治法 (1995年)
5. 中华人民共和国大气污染防治法 (2000年)
6. 中华人民共和国大气污染防治法 (2015年)
7. 中华人民共和国大气污染防治法 (2018年)
8. 維基詞典
9. 維基共享資源